# The Leiden Collection
The Leiden Collection (litt. la collection de Leyde) est une collection privée d'art rassemblée par l'homme d'affaires américain Thomas Kaplan (en) et son épouse Daphne Recanati Kaplan depuis le début du XXIe siècle. Son nom fait référence à la ville de naissance de Rembrandt et elle n'est accessible directement qu'aux chercheurs.

## Thomas Kaplan
Kaplan (né en 1962) est un entrepreneur, historien, philanthrope et collectionneur d'art, qui a fait fortune en investissant dans les matières premières et les métaux précieux. Il est président et directeur des investissements de The Electrum Group LLC, une société basée à New York qui se concentre sur les ressources naturelles.

## La Collection de Leyde
The Leiden Collection comprend environ 250 peintures et dessins, principalement de l'Âge d'or de la peinture néerlandaise, avec des œuvres de fijnschilders de Leyde du XVIIe siècle, dont treize peintures de Gerard Dou à tous les stades de sa carrière. La collection comprend également la série de portraits de la famille Craeyvanger (nl) du XVIIe siècle, réalisés par Gerard ter Borch, Caspar Netscher et Paulus Lesire, le tableau Femme assise au virginal (1670-1672) de Johannes Vermeer et Autoportrait avec les yeux assombris (1634) de Rembrandt, notamment.

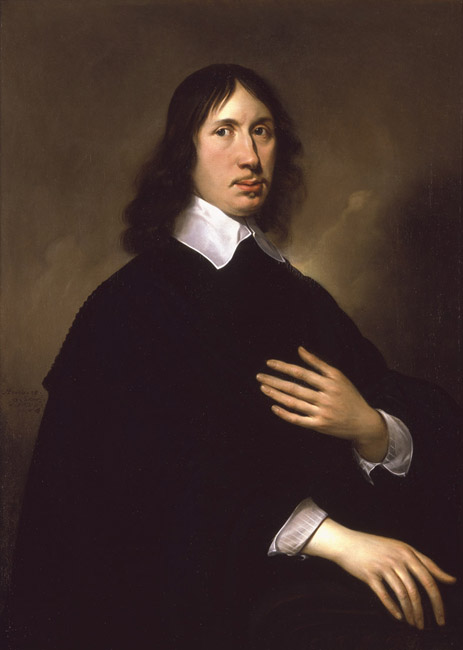
Portrait de Willem Craeyvanger, de Paulus Lesire (1651).

Kaplan ne veut pas garder sa collection d'art pour lui seul, mais l'ouvrir le plus possible au public par le biais d'expositions dans des musées. Une monographie a été publiée en 2014 à la suite d'une analyse technique des peintures de Dou dans la collection, et un catalogue en ligne de la collection a été mis à disposition en janvier 2017. Le catalogue offre de nombreuses informations sur 175 peintures et dessins.
À l'occasion de l'exposition « The age of Rembrandt and Vermeer. Masterpieces of the Leiden Collection » (L'âge de Rembrandt et Vermeer. Chefs-d'œuvre de la collection de Leyde) au musée de l'Ermitage à Saint-Pétersbourg, Kaplan a été nommé Officier de l'ordre d'Orange-Nassau en septembre 2018 pour son engagement dans la diffusion de la culture néerlandaise.

## Les cinq sensde Rembrandt

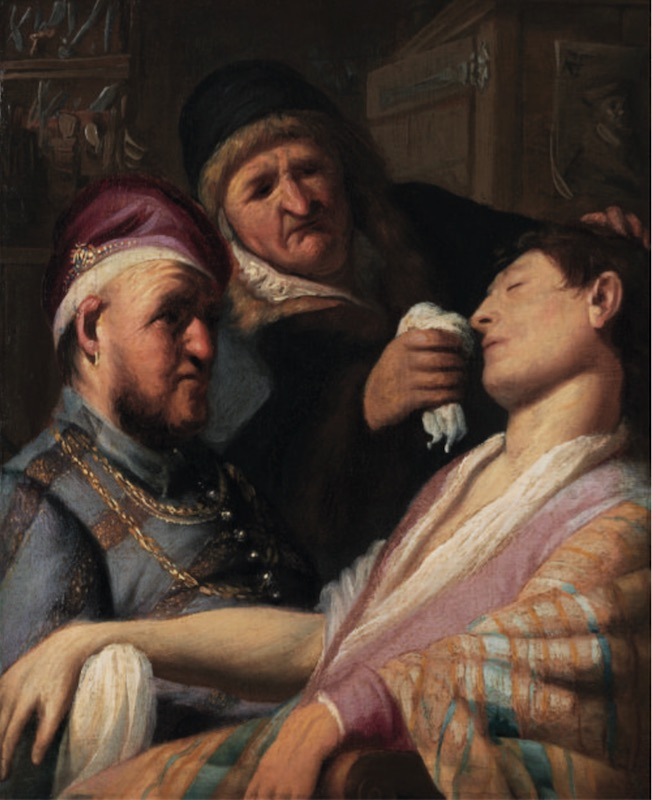
', de Rembrandt (1924).

En 2016, la collection de Leyde annonce s'être enrichie d'un panneau intitulé Le patient évanoui (l'Odeur) (nl), une œuvre de jeunesse de Rembrandt. Il a été acquis lors d'une vente aux enchères en 2015 à Bloomfield (New Jersey), le panneau étant passé sous le marteau pour 870 000 $, alors que le prix indicatif était de 800 $. Le panneau de 20 cm de haut fait partie de la série allégorique Les cinq sens datant d'environ 1624. Avec cet achat, Kaplan, déjà propriétaire des Trois chanteurs (l'Ouïe) et de L'opération (le Toucher) de cette série, complète sa collection de Leyde. Le Vendeur de lunettes (la Vue) (nl) est accroché au musée De Lakenhal à Leyde. Le cinquième panneau — sur le Goût — est pour l'instant introuvable. Étant donné que le panneau L'Odeur porte le monogramme de Rembrandt (« RF » ou « RHF, Rembrandt Harmensz. fecit ») et que les quatre panneaux sont similaires dans leur structure et leur style, on peut affirmer avec certitude que les cinq sens forment une série et appartiennent aux premières œuvres de l'artiste. Les quatre panneaux connus de la série ont été exposés au musée de la maison de Rembrandt au printemps 2017.

## Expositions notables
- 2010 - 2011, « De hele familie Craeyvanger », Mauritshuis (La Haye)
- 2011 - 2012, « Familie Craeyvanger », Musée Het Valkhof (nl) (Nimègue)
- 2012, « Where darkness meets light: Rembrandt and his contemporaries: the Golden Age of Dutch art », Musée Sakıp Sabancı (Istambul, Turquie)
- 2012 - 2013, « Die Craeyvangers – Porträts einer holländischen Familie », Musée Suermondt-Ludwig (Aix-la-Chapelle, Allemagne)
- 2013, « De hele familie Craeyvanger », Musée des Bons-Enfants (Maastricht)
- 2013 - 2014, « Gerard ter Borch, Caspar Netscher, Paulus Lesire - De Familie Craeyvanger », Museum de Fundatie (Zwolle)
- 2013 - 2014, « Vermeer’s Young Woman Seated at a Virginal », Philadelphia Museum of Art (Philadelphie)
- 2014 - 2014, « Gerrit Dou. The Leiden Collection from New York », Musée De Lakenhal (Leyde)
- 2017 - 2017, « Le siècle de Rembrandt », musée du Louvre (Paris)
- 2023 - 2023, « Rembrandt & tijdgenoten, historiestukken uit The Leiden Collection », Hermitage (Amsterdam)[11]